# 安野站
安野站（日语：／ Yasuno eki */?）是位於廣島縣山縣郡加計町穴（現時：安藝太田町大字穴），西日本旅客鐵道（JR西日本）可部線的鐵路車站（廢站）。

## 歷史
- 1954年（昭和29年）3月30日：國鐵可部線布站至加計站開通，此站啟用[1]。當時為一般車站[1]。
- 1960年（昭和35年）4月1日：結束貨運業務（變為純客運車站）[1]。
- 1965年（昭和40年）10月1日：結束行李起卸業務[2]。同時成為無人車站[3]。
- 1987年（昭和62年）4月1日：伴隨國鐵分割民營化，車站由西日本旅客鐵道（JR西日本）營運[1]。
- 2003年（平成15年）12月1日：車站廢除。

### 站名的由來
在車站啟用時的所在地是安野村。安野村在2年後的1956年（昭和31年）與加計町合併。順帶一提，安野村在1889年（明治22年）從穴村和坪野村合併而成，而坪野站的所在地在開業當時為安野村。

## 車站構造
此站是地面車站，原本設有2面2線的相對式月台。在晩年，一邊的路軌被撤走，變為單式月台。此站是無人車站。

## 車站周邊
- 安藝太田町公所 安野出張所
- 中國自動車道（戶河內交匯處（日语：戸河内インターチェンジ）至廣島北交匯處（日语：広島北ジャンクション）之間）
- 廣電交通（日语：広電バス）、加計交通（日语：加計交通） 船場巴士站

## 現狀
車站遺址建設了「安野花之站公園」。在公園內保留了站舍。另外，一架廣島色的KiHa58系也存放在公園內靜態保存。該KiHa58可以被租用車內空間，每小時收費1000日圓（需預約）。但是在2022年，由於車輛老化使車內漏水。

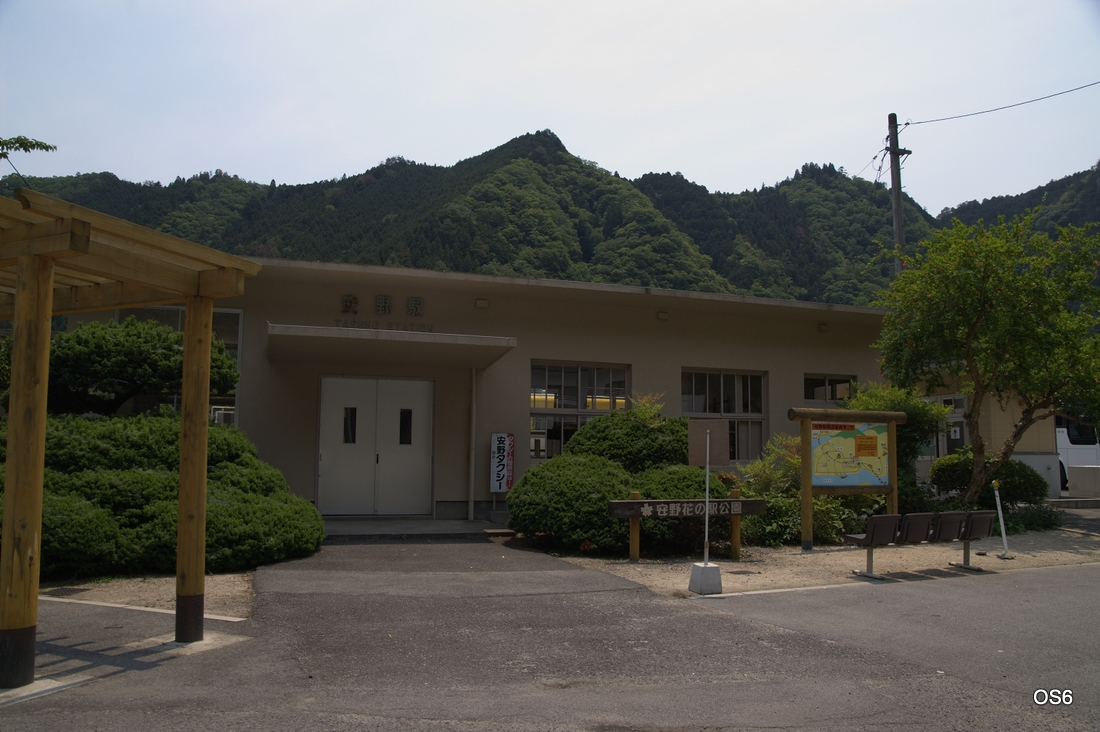
安野花之站公園（2009年5月）
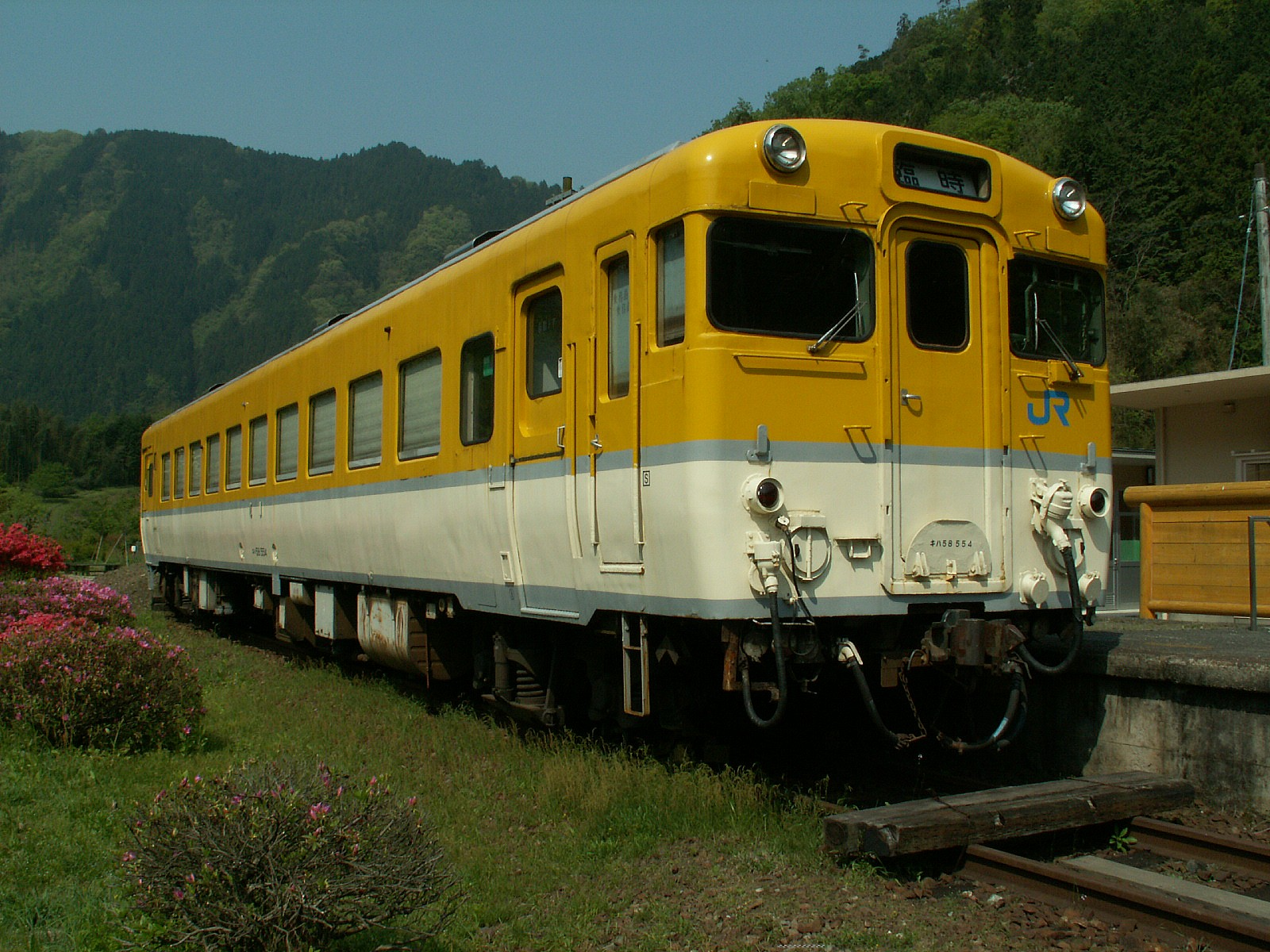
作靜態保存的KiHa58 554

## 其他
- 車站內住了8隻流浪貓。原來在有人車站時代，站長養了一隻貓，後來在無人站後迎來了許多貓隻居住，因此獲得了「貓站長」的綽號。更在巴士卡上使用該站貓的圖案。
- 在「貓站長」知名後，許多被遺棄的貓送到了這座車站。在廢線之際，站舍一度計劃拆毀，但這樣造使貓隻失去安全的居所，因此福利組織招募領養者[5]。後來這些流浪貓被領養後，在安野站建設了「安野花之站公園」，並保留了原來的站舍。

## 相鄰車站
西日本旅客鐵道（JR西日本）
可部線
小河內－安野－水內

## 注腳
1. 1 2 3 4 5  石野哲（編）.  初版. JTB. 1998-10-01: 282. ISBN 978-4-533-02980-6 （日语）.
2. ↑  . 官報. 1965-09-29 （日语）.
3. ↑  . 鐵道公報 (日本國有鐵道總裁室文書課). 1965-09-29: 8 （日语）.
4. ↑  . 広島ホームテレビ. 2022-05-17  [2022-11-02]. （原始内容存档于2022-07-06） （日语）.
5. ↑  ■動物たちを守る会ケルビム　「猫の駅長さん」SOS!―広島の廃駅に住む猫たちを助けてください!■（日語）

## 相關項目
- 日本鐵路車站列表 Ya
- 貴志站 - 另一座以貓站長而知名的日本車站。